# Octave Teissier
Pour les articles homonymes, voir Teissier.
Octave Teissier, né à Marseille (Bouches-du-Rhône) le 10 janvier 1825 et mort à Draguignan le 18 novembre 1904, est un polygraphe, archiviste et historien français de la Provence.

## Biographie
Octave Teissier est le fils de Jean Paul Antoine Teissier, avocat et avoué à Marseille, puis à Philippeville, et de Marie Zoé Eulalie Laugier.
Il est d'abord employé dans le service des Finances en Algérie, puis, à son retour en France, est successivement chef de cabinet du préfet du Var, receveur municipal de Toulon, archiviste de la ville de Marseille et de Toulon, président du Conseil de gérance de la société du Petit Marseillais, conservateur de la Bibliothèque et du Musée de Draguignan. Il se marie à Draguignan le 15 janvier 1856 avec Mlle Marie Elisabeth Adrienne Latil ; Gustave Mercier-Lacombe, préfet du Var et ancien secrétaire général du gouvernement de l’Algérie, est témoin du mariage. Il est membre des Académies de Marseille, d'Aix-en-Provence, Toulon et de la Société d'études de Draguignan ainsi que de la Société de statistique de Marseille. Il collabore à la publication de nombreuses revues (Revue de Marseille et de la Provence, Revue historique de Provence, etc.).
Ses travaux qui embrassent un vaste domaine (histoire, géographie, statistique, généalogie et bibliographie), concernent essentiellement les régions où il a exercé : Algérie et Provence. Il possède une bibliothèque d'environ 4 000 volumes qui est déposée à la Bibliothèque Municipale de Draguignan. Elle a trait principalement à la Provence et aux beaux-arts. Il réunit une importante collection d'ex-libris ; le sien est le suivant : Écu français surmonté d'une banderole portant ces mots : QVÆRITE ET INVENIETIS, et entouré d'un rameau de laurier et d'une palme liés par un ruban sur lequel on lit : Octave Teissier, Marseille. La croix de la Légion d'honneur est suspendue au nœud de ce même ruban. Armes : d'or, au blaireau passant de sable : au chef d'azur, chargé de trois étoiles du premier.
Il est nommé chevalier de la Légion d'honneur en 1874. Une rue, dans le 3e arrondissement de Marseille, porte son nom, depuis 2016.

## Publications
Octave Teissier est l'auteur d'un très grand nombre d'ouvrages dont plusieurs relatifs à la Provence :
- Biographie de Louis d'Aguillon : Brigadier des armées du roi, au corps royal du génie, Draguignan, 1858, 24 p. (lire en ligne).
- Une visite à l'Arsenal de Toulon, Paris, Hachette, 1861. [lire en ligne]
- Histoire d'une Ancienne Famille Provençale (PELLICOT) (non signée), 1862, Toulon, Aurel
- Napoléon III en Algérie, Paris, Alger, Toulon, Challamel, Bastide, Renoux, 1865, 325 p. (lire en ligne).
- Ville de Toulon : inventaire sommaire des archives communales antérieures à 1790, Toulon, Vve Aurel, 1867.
- État de la noblesse de Marseille en 1693, Marseille, Boy, 1868. [lire en ligne]
- Les rues de Toulon, Toulon, 1872, 353 p. (lire en ligne).
- La charité à Marseille : Discours de réception à l'Académie de Marseille, Marseille, 1876, 15 p. (lire en ligne).
- Inventaires des archives historiques de la chambre de commerce de Marseille, Marseille, Barlatier-Feissat, 1878.
- Inventaires des archives modernes de la chambre de commerce de Marseille, Marseille, Barlatier-Feissat, 1882.
- Les anciennes familles marseillaises, Marseille, Laffitte, 2005 (1re éd. 1888), 364 p. (ISBN 2862762628, OCLC 866647690, BNF 31440803).
- Alfred de Musset, documents généalogiques, Draguignan, Latil, 1903. [lire en ligne]
- Histoire de la commune de Cotignac, Marseille, Alexandre Gueidon, 1860 (réimpr. 1979), 346 p. (lire en ligne) ou Histoire de la commune de Cotignac, Marseille, 346 p. (lire en ligne)